# 창공으로
《창공으로》는 2006년에 개봉한 대한민국의 영화이다.

## 캐스팅
- 정준 : 김자중 역
- 김보경 : 이청아 역
- 김정학 : 한장호 역
- 강성민 : 임현 역
- 신국 : 김종림 역
- 이철민 : 이용근 역
- 나경빈 : 강석진 역
- 오순태 : 박희중 역
- 신용화 : 이초 역
- 이태경 : 리밍 역